# Paul-Émile Botta
Paul-Émile Botta, född 6 december 1802 i Turin, död 29 mars 1870 i Achères, var en fransk-italiensk arkeolog, entomolog, diplomat, historiker och antropolog. Han var son till författaren Carlo Botta.
Botta företog i ungdomen naturvetenskapliga studieresor samt blev senare, under tjänstgöring som fransk konsul i Egypten, intresserad av Orientens forntid. 1842-45 gjorde han utgrävningar i Mesopotamien och upptäckte då i Khorsabad gamla Ninive. Botta blev grundläggare av den assyriska vetenskapen. Bland hans arbeten märks det stora verket Monument de NInive, découvert et décrit par P. E. B., mesuré et dessiné par E. Flandin (5 band, 1847-50).